# Medalha Oriental
A Medalha Oriental (em alemão: Ostmedaille), oficialmente a Medalha da Batalha de Inverno no Leste de 1941–42 (em alemão:  Medaille Winterschlacht im Osten 1941/42), foi uma condecoração militar da Wehrmacht criada por decreto de Adolf Hitler em 26 de maio de 1942. Era sardonicamente chamada de Medalha da Carne Congelada ou "Ordem da Carne Congelada" (alemão: Gefrierfleischorden).
A Medalha Oriental foi concedida a qualquer membro da Wehrmacht e Waffen-SS "em reconhecimento à experiência na luta contra o inimigo bolchevique e o inverno russo no período de 15 de novembro de 1941 a 15 de abril de 1942." Também foi concedida postumamente a qualquer membro do serviço que morreu no cumprimento do dever dentro da União Soviética.

## Critério
Militares da Wehrmacht eram qualificados para a Medalha Oriental após um mínimo de 14 dias em combate ativo; 30 sortidas de combate aéreo; 60 dias contínuos de serviço em uma zona de combate; ser ferido ou sofrer um "membro congelado", grave o suficiente para justificar a emissão de um Distintivo de Ferido, e poderia ser concedido postumamente.
Em 20 de janeiro de 1943, a qualificação oficial para a Medalha Oriental foi estendida para incluir combatentes e não-combatentes do sexo masculino e feminino na Wehrmacht. Além disso, membros estrangeiros das unidades da Wehrmacht; militares mortos ou desaparecidos em combate e civis trabalhando sob o controle da Wehrmacht, incluindo aqueles envolvidos em construção e na abertura de estradas. Limites geográficos foram colocados na concessão do leste da Ucrânia e Ostland (Báltico e Bielo-Rússia) ou na área da Finlândia, a leste da fronteira russo-finlandesa original de 1940. A Medalha Oriental foi oficialmente desativada pelo Alto Comando das Forças Armadas (Oberkommando der Wehrmacht, OKW) em 4 de setembro de 1944.

## Características

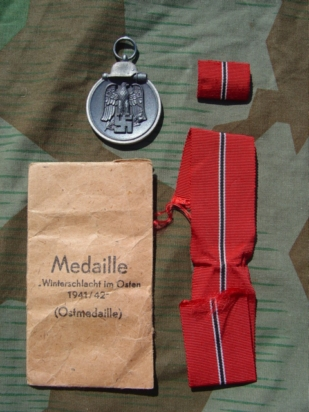
O pacote da Medalha Oriental.

A medalha foi desenhado pelo SS-Unterscharführer Ernst Krauit. Medindo 3,6cm de diâmetro, de construção (geralmente) de zinco, a medalha recebeu um revestimento colorido de metal; medindo aproximadamente 44mm por 36mm. O verso côncavo mostra uma águia nacional-socialista segurando uma suástica com um louro atrás. O reverso apresenta o texto em letras maiúsculas "WINTERSCHLACHT IM OSTEN 1941/42" (Medalha da Batalha de Inverno no Leste de 1941–42) apresentando uma espada cruzada e um ramo abaixo do texto. Um capacete e uma granada de cabo abaixo da alça da medalha, bem como o anel externo, tinham acabamento em um efeito de prata polida.
A fita da medalha apresentava uma faixa central branca-preta-branca (branca para neve, preta para os soldados caídos) com vermelha (para sangue) de cada lado. A medalha e a fita eram apresentadas em um pacote de papel com o nome da medalha na frente e o nome do fabricante no verso. Como a Cruz de Ferro de 2ª Classe (Eisernes Kreuz, EK II) 1939–45, a fita da Medalha do Leste era usada na segunda casa de botão da túnica do uniforme ou em uma barreta. Onde as duas fitas eram usadas juntas na casa de botão, a EK II apareceria acima da Medalha Oriental. Mais de três milhões de medalhas foram concedidas e muitas mais fabricadas entre 26 de maio de 1942 e 4 de setembro de 1944.

A fabricação da medalha foi complexa e ocorreu em muitas empresas diferentes que foram contratadas para produzir medalhas durante a Segunda Guerra Mundial, por exemplo, Steinhauer & Lück em Lüdenscheid.

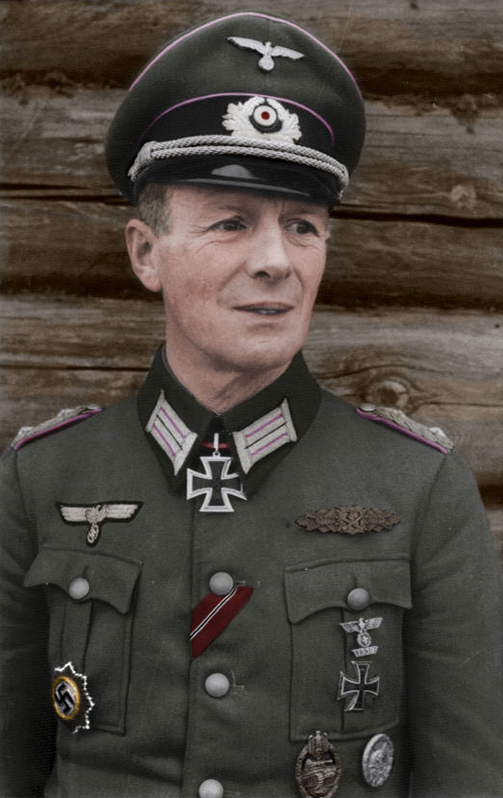
A forma como a fita da Medalha Oriental é usada na segunda casa de botão da túnica de campanha do Generalmajor Gerhard Schmidhuber.
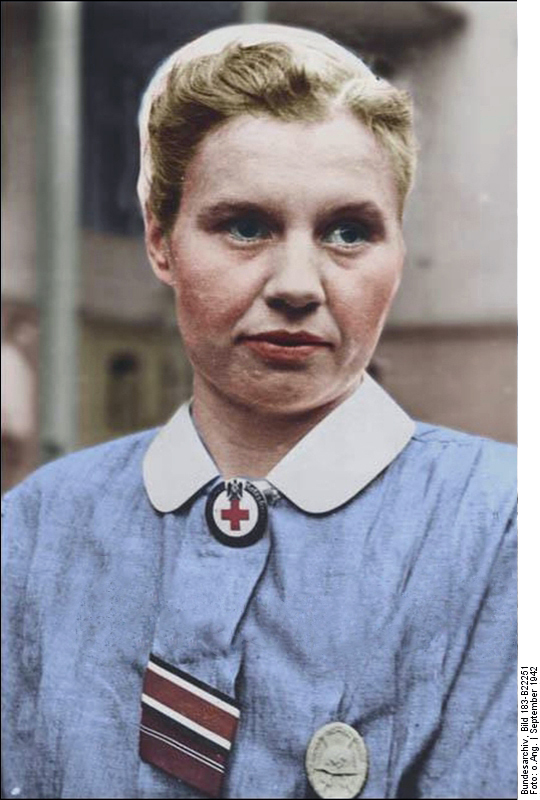
A fita da Medalha Oriental usada abaixo da fita da Cruz de Ferro, 2ª classe no uniforme de serviço da enfermeira da Cruz Vermelha Elfriede Wnuk.
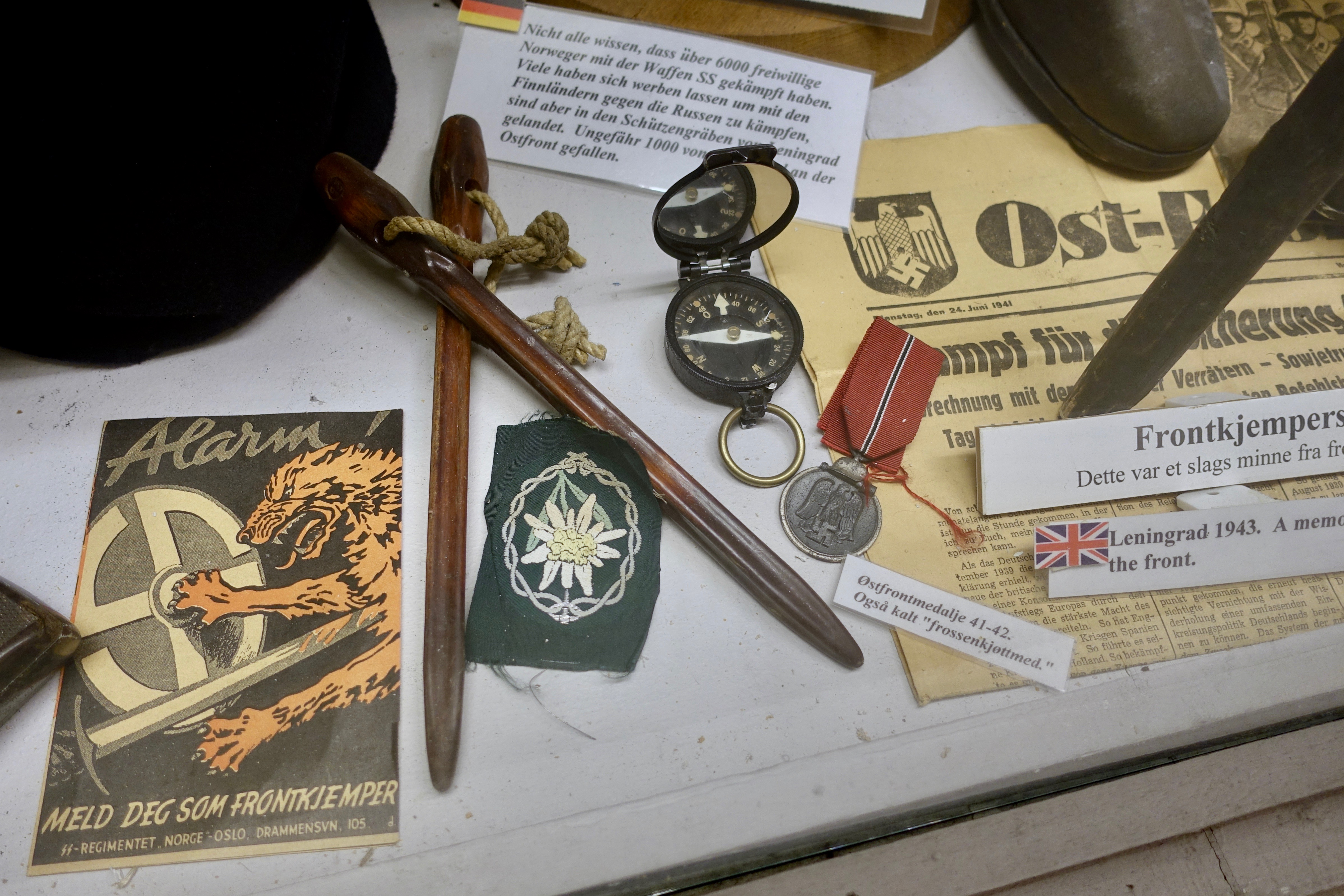
Memorabilia de um voluntário norueguês, dentre os objetos a Medalha Oriental.

## A Medalha na visão dos soldados

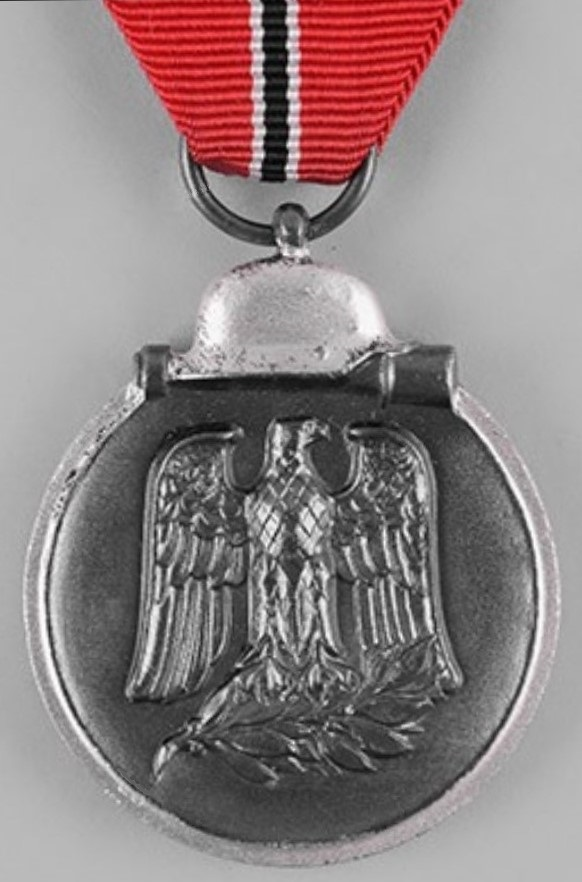
Anverso da versão desnazificada de 1957.

Uma interpretação sarcástica bem conhecida da coloração foi a seguinte:
"À esquerda e direita do Exército Vermelho, entre a pista de pouso Smolensk-Moscou e a neve."
No jargão dos soldados, a medalha era frequentemente referida como "Rollbahnorden" (Ordem da pista de pouso). Em referência ao inverno russo extremo de 1941/42 com seus numerosos casos de queimadura de frio, a medalha era referida como "Medalha de Carne Congelada", "Ordem de Carne Congelada" ou "Eisbeinorden" (Ordem do Joelho de Porco Congelado). Em 1943, o Museu do Exército de Munique coletou 32 nomes diferentes para a Medalha Oriental através do seu colega Tenente Coronel Miller, incluindo os nomes Medalha Frost (Frost-Medaille), Boneco de neve com Capacete de Aço (Schneemann mit Stahlhelm), Lembrança da Aurora Boreal (Nordlicht-Erinnerung), Ordem da Tundra (Tundra-Orden), Medalha da Pista (Rollbahn-Medaille) e Medalha da Substituição de Férias (Urlaubs-Ersatzmedaille).
Havia também a seguinte rima para a cor da fita: Schwarz ist die Nacht, weiß ist der Schnee und von beiden Seiten die Rote Armee.
"A noite é negra, a neve é branca e dos dois lados o Exército Vermelho."

## Desnazificação
Embora o uso de condecorações da era nazista tenha sido inicialmente banido em 1945, de acordo com a lei de títulos, medalhas e condecorações de 26 de julho de 1957, o uso de condecorações na República Federal da Alemanha (Alemanha Ocidental) só era permitido sem os emblemas nacional-socialistas. A Medalha Oriental estava entre as autorizadas para uso pela República Federal da Alemanha. Com os símbolos nazistas agora proibidos, a medalha foi redesenhada removendo a suástica, com a águia no anverso agora em pé sobre um ramo de louro.